# Lothar Scharf
Lothar Scharf (* 23. Juni 1942 in Darmstadt; † 3. August 2009 in Greifenstein (Hessen)) war ein deutscher Jazzschlagzeuger und Aquarellist.

## Leben und Wirken
Scharf studierte an der Akademie für Tonkunst in Darmstadt und der Staatlichen Hochschule für Musik und darstellende Kunst Berlin, wo er sein Studium mit dem Staatsexamen als Orchestermusiker abschloss. Während des Studiums spielte er auch mit den Long Luis Jazz Babies und im Trio von Volker Kriegel. 1966 tourte er mit Gerhard Vohwinkel und dessen Gentlemen of Jazz acht Wochen lang für das Goethe-Institut durch Afrika. Bis 1969 war er als Solopauker Mitglied des Symphonischen Orchesters Berlin.
In den frühen 1970er Jahren spielte Scharf bei Dzyan mit Eddy Marron. 1971 gastierte er mit dem Quartett von Harald Eckstein beim Montreux Jazz Festival, um dann in der deutsch-amerikanischen Rockjazz-Gruppe Virgo mit Bobby Stern, Henryk Darlowski und Reinhard Glöder aufzutreten.
Dann gründete Scharf ein eigenes Hardbop-Quintett mit Klaus Werner Pusch, Ralf Rothkegel, Claus Krisch und Dieter Ilg, mit dem er auch beim Festival in San Sebastian auftrat. Er arbeitete lange Jahre mit Rachel Gould und in Projekten wie der Tenor Conclave mit Heinz von Hermann, Wilson de Oliveira, Wolfgang Engstfeld, Walter Gauchel und Jürgen Wuchner. Daneben spielte er beispielsweise mit Johnny Griffin, Don Byas, Pony Poindexter, Leo Wright, Carmell Jones, Knut Kiesewetter, Emil Mangelsdorff oder Gustl Mayer. Als Perkussionist arbeitete er mit der Al Martino Big Band sowie mit der hr-Bigband. Er wirkte bei zahlreichen Rundfunk-, Fernseh-, LP- und CD-Produktionen mit und trat bei Festivals in Zürich, Frankfurt und Moers auf.
Scharf war auch als Musikpädagoge tätig und fertigte Aquarelle. Seit 1996 war er Mitglied der Darmstädter Band En Haufe Leit, die New Orleans Jazz spielt. Daneben leitete er ein Orgeltrio mit Steffen Stütz und Udo Brenner. Er verstarb während eines Aufenthaltes in der Pneumologischen Klinik Waldhof-Elgershausen.

## Diskographische Hinweise
- Volker Kühn & Roland Schneider Combo: Der Dingsda: Ein Wort-Jazz Treff (rec. 1971/72, ed. 2011)
- Gerhard Vohwinkel & his Gentlemen Hallo Mr. Dixieland (Produktion Darnok Bamberg / Aufgenommen im Mai 1973, mit Heinz Wolff, Enrique Crespo, Charly Höllering, Wilson de Oliveira, Achim Scherz, Helmut Hertel, Tilo Wedell)
- Virgo (Vertigo 1975)
- Bernd Hasel Swingtime Vol. 1
- En Haufe Leit That’s My Home